# Bob Gibson (cầu thủ bóng đá)
Robert Henry "Bob" Gibson (5 tháng 8 năm 1927 – tháng 3 năm 1989) là một cầu thủ bóng đá người Anh ghi 52 bàn thắng trong 102 lần ra sân ở Football League thi đấu cho Hull City, Lincoln City và Gateshead. Ông cũng thi đấu tại Scottish League cho Aberdeen, và thi đấu bóng đá non-league ở Anh cho Ashington, Peterborough United, khi ông ghi 51 bàn trong 55 lần ra sân Midland League, và cho Morpeth Town. Ông thi đấu ở vị trí tiền đạo trung tâm.